# Istituto universitario olandese di storia dell'arte

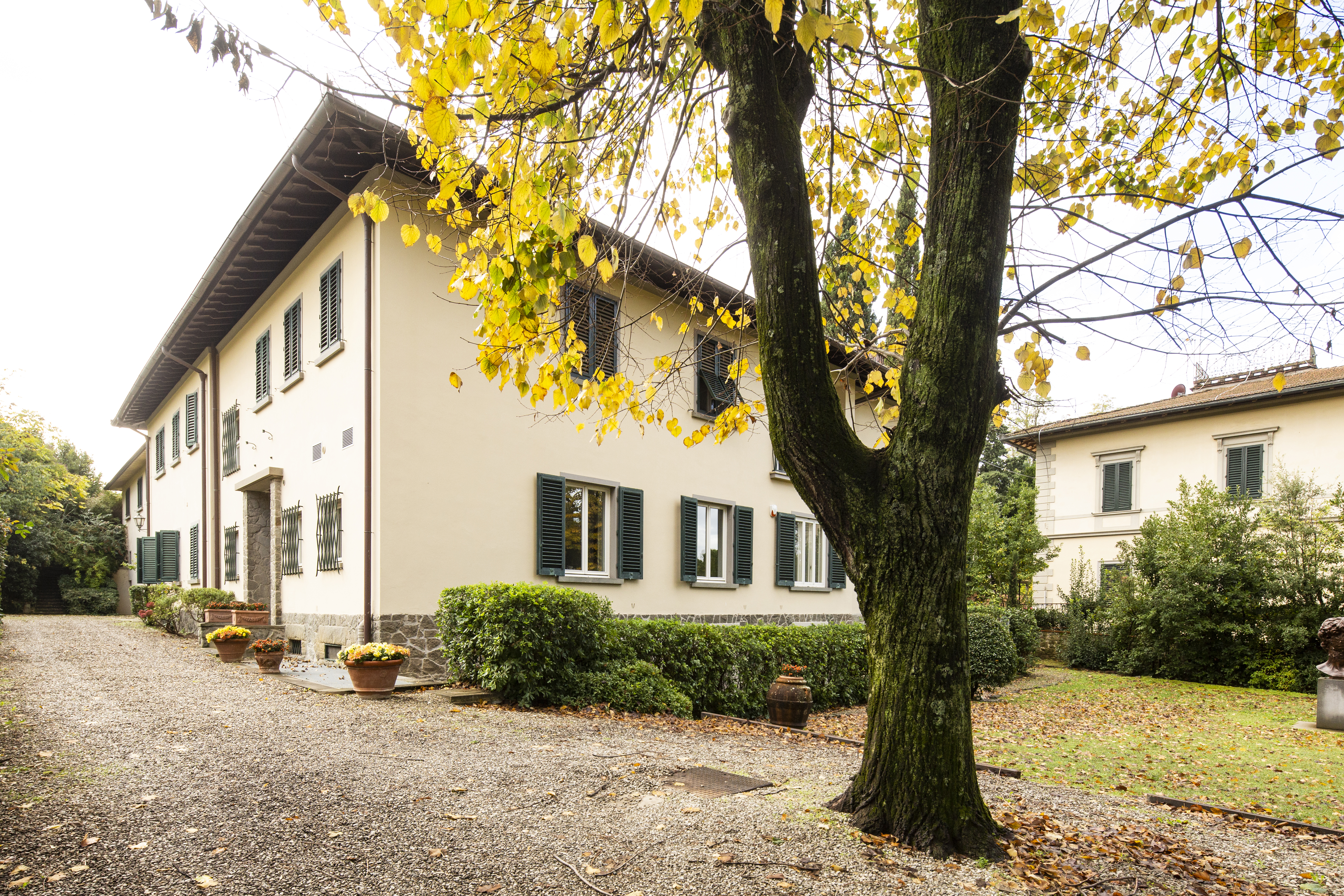
L'edificio dell'Istituto universitario olandese di storia dell'arte (NIKI - Nederlands Interuniversitair Kunsthistorisch Instituut).

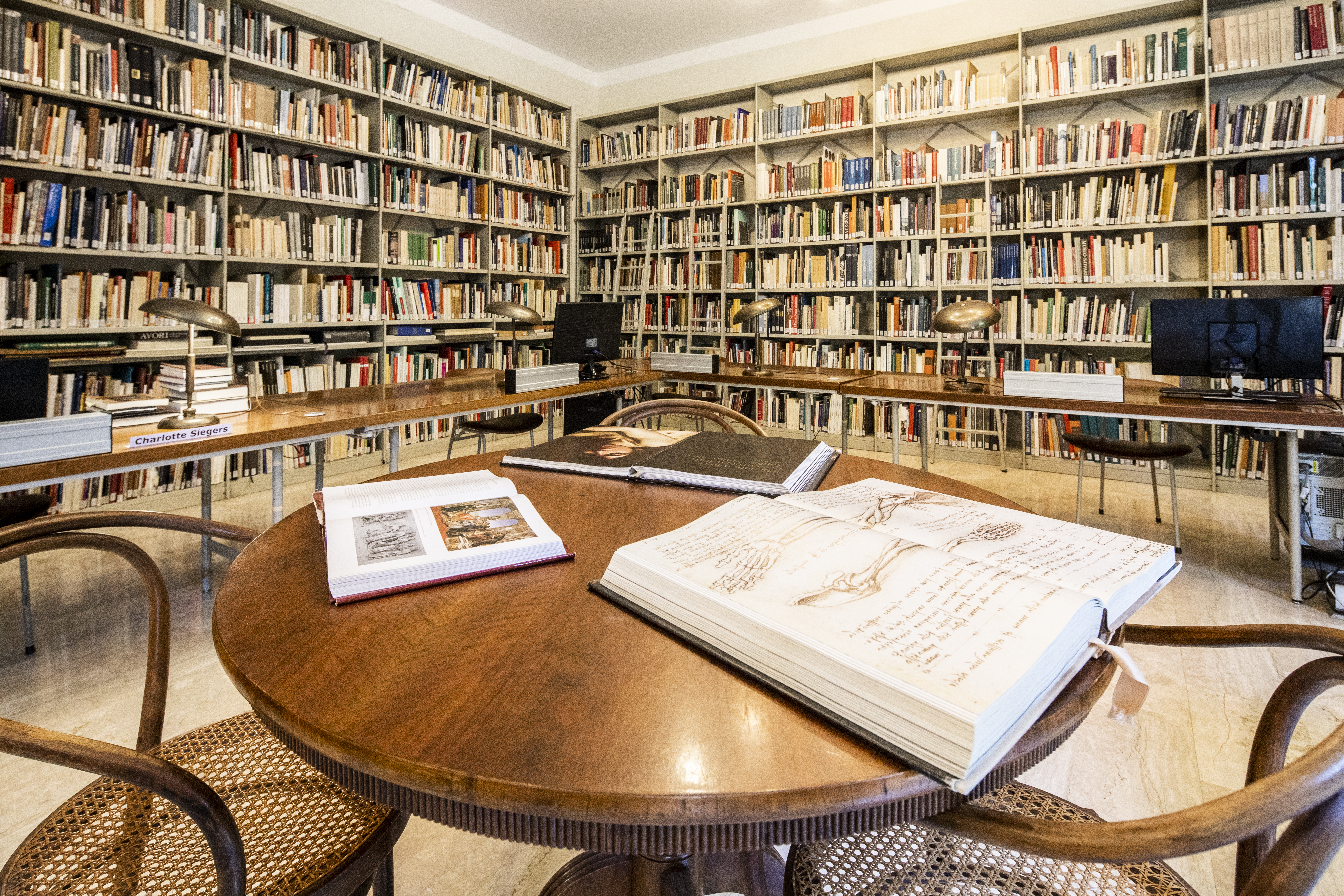
La biblioteca del NIKI

L'Istituto universitario olandese di storia dell'arte (in olandese Nederlands Interuniversitair Kunsthistorisch Instituut, con acronimo "NIKI") è situato 
in viale Torricelli 5 a Firenze.

## Storia e descrizione
L'Istituto esiste dal 1958 nella suggestiva area collinare vicino alla villa di Poggio Imperiale, e si occupa di ospitare artisti e storici dell'arte in residenza, fornendo anche assistenza e una cospicua biblioteca.
L’Istituto Universitario Olandese di Storia dell’Arte (NIKI) promuove e facilita la ricerca e l’istruzione per studenti, ricercatori e docenti delle università olandesi partecipanti. In collaborazione con partner universitari e museali internazionali, il NIKI sviluppa una serie di attività interdisciplinari.
Nel corso del tempo il NIKI ha costruito una competenza unica e riconosciuta a livello internazionale in tre aree di interesse della prima età moderna: l’arte italiana, i rapporti artistici tra i Paesi Bassi e l’Italia e la storia delle arti grafiche. Il NIKI è l’unico centro specializzato che traccia sistematicamente le relazioni artistiche tra i Paesi Bassi e l’Italia. Il NIKI non è riservato esclusivamente agli storici dell’arte, ma è il luogo ideale per l’istruzione, la ricerca e i simposi per studenti, docenti e ricercatori di tutte le discipline e gli studi scientifici.
L’istituto fa parte degli Istituti Scientifici Olandesi all’Estero (NWIB). Il Comitato Esecutivo è composto dai rappresentanti dei Consigli Direttivi delle sei università partecipanti: l’Università di Utrecht, l’Università di Amsterdam, la Vrije Universiteit (Amsterdam), l’Università di Groningen, l’Università di Leiden, l’Università Radboud (Nijmegen). L’Università di Utrecht è il coordinatore rappresentante.
Lo staff scientifico è strettamente coinvolto nell’organizzazione di mostre di successo in qualità di curatori ospiti o partecipando alla pubblicazione dei cataloghi delle mostre e dei convegni. Grazie alla sua rete in Italia, il NIKI è un intermediario molto ricercato dalle istituzioni museali e scientifiche olandesi e italiane. 